# プロートゲネイア
プロートゲネイア（古希: Πρωτογένεια, Prōtogeneia）は、ギリシア神話の女性である。長母音を省略してプロトゲネイアとも表記される。主に以下の3人が知られている。
- デウカリオーンの娘
- カリュドーンの娘
- エレクテウスの娘

である。以下に説明する。

## デウカリオーンの娘
このプロートゲネイアは、プロメーテウスの子デウカリオーンとピュラーの娘で、ヘレーン、アムピクテュオーンと兄弟。ゼウスとの間にアエトリオス、オプースを生んだ。一説にロクロスとの間にオプースを生んだともいう。

## カリュドーンの娘
このプロートゲネイアは、カリュドーン王カリュドーンとアミュターオーンの娘アイオリアーの娘で、エピカステーと姉妹。アレースとの間にオクシュロスを生んだ。

## エレクテウスの娘
このプロートゲネイアは、アテーナイ王エレクテウスの娘で、パンドーラーと姉妹。アテーナイがエレウシースと戦争になった際、トラーキア軍を率いるエウモルポスがエレウシースに味方したため、アテーナイが不利になった。そこでエレクテウスが戦争に勝利する方法を神託に問うと、自分の娘を犠牲に捧げるよう告げられた。エレクテウスは長女のプロートゲネイアとパンドーラーをヒュアキントスの丘に連れて行き、そこで殺した。死後、彼女たちは丘の名前にちなんでヒュアキンティデスと呼ばれた。